# Ariol
Ariol är en fransk tecknad fabeldjursserie av serieskaparna Marc Boutavant (bild) och Emmanuel Guibert (manus) från 2000. Den har även gjorts till en tecknad tv-serie, som visas på SVT Barnkanalen. 
Serien handlar om Ariol, en glad, lekfull liten åsnepojke som bor i sin familj och träffar sin kompis Ramono. Han drömmer också om att vara som en superhjälte som heter "Superhästen". Han gillar att gå till skolan för där träffar han alla sina vänner, särskilt Pétula, den vackraste flickan i världen.
Ordet "ariol" betyder "åsna" på berbiska.

## Karaktärerna
- Ariol, titelhjälten, en glad, blå åsnepojke med överdimensionerade glasögon.
- Ariols pappa, en åsna
- Ariols mamma, en åsna
- Ramono, en liten gris, Ariols bästa kompis
- läraren, en hund
- Pétula, en kalvflicka i klassen som Ariol är kär i
- Superhästen, orig. Le chevalier cheval, Ariols favorit-superhjälte från TV och serier